# Anders Gärderud
Sven Anders Gärderud (Estocolmo, 28 de agosto de 1946) é um antigo atleta sueco, especialista em corridas de 3000 metros com obstáculos.
No dia 28 de julho de 1976 cometeu a dupla proeza de se tornar campeão olímpico e recordista mundial, quando cortou a meta na final dos Jogos Olímpicos de Montreal.